# District de Cape Winelands

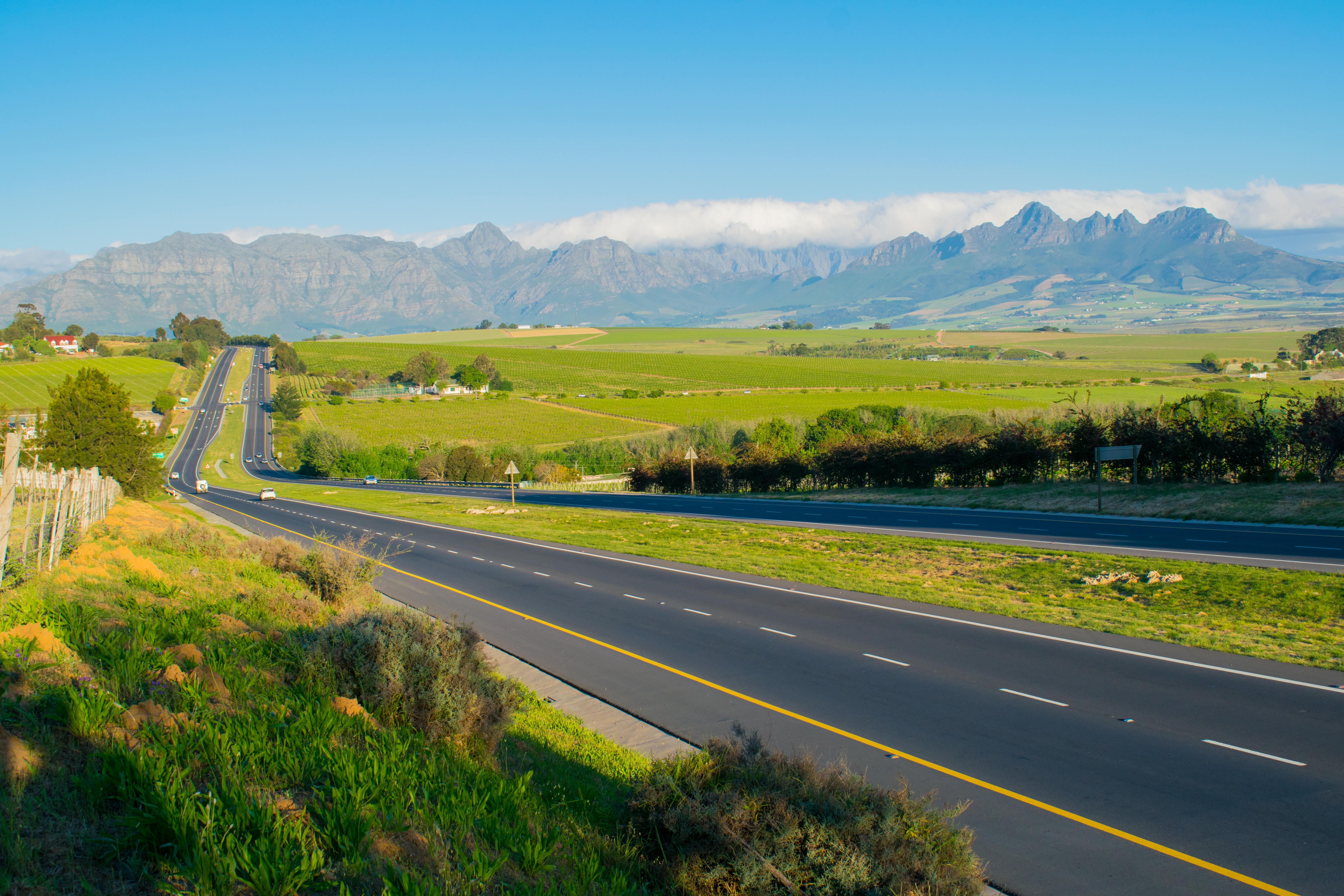
Route traversant les vignobles entre Le Cap et Stellenbosch.

Le district de Cape Winelands (Cape Winelands District Municipality en anglais), anciennement district du Boland, est un district municipal d'Afrique du Sud, situé dans la province du Cap-Occidental.
Il est divisé en cinq municipalités locales. La capitale du district est Worcester. Les langues les plus communément parlées par les 787 490 habitants sont l’afrikaans (74,8 %), le Xhosa (16,6 %) et l’anglais sud-africain (4,3 %).

## Municipalités locales

carte des municipalités locales du district.

Le district regroupe les municipalités locales suivantes :
| Nom           | Siège        | Population (2011) | Superficie (km2) | Densité (hab./km2) |
| ------------- | ------------ | ----------------- | ---------------- | ------------------ |
| Witzenberg    | Ceres        | 115 946           | 10 753           | 10,8               |
| Drakenstein   | Paarl        | 251 262           | 1 538            | 163,4              |
| Stellenbosch  | Stellenbosch | 155 733           | 831              | 187,4              |
| Breede Valley | Worcester    | 166 825           | 3 833            | 43,5               |
| Langeberg     | Ashton       | 97 724            | 4 518            | 21,6               |
| Total         | Total        | 787 490           | 21 473           | 36,7               |

## Principales villes
Les principales villes de Cape Winelands sont Paarl, Worcester, Wellington, Stellenbosch, Robertson, Montagu, Ashton, Ceres et Franschhoek.

## Démographie (2011)
| Langue maternelle               | Population | %    |
| ------------------------------- | ---------- | ---- |
| Afrikaans                       | 568 100    | 74,8 |
| Xhosa                           | 126 087    | 16,6 |
| Anglais sud-africain            | 32 815     | 4,3  |
| Sotho                           | 14 309     | 1,9  |
| Langue des signes sud-africaine | 3 154      | 0,4  |
| Tswana                          | 2 979      | 0,4  |
| Zoulou                          | 1 331      | 0,2  |
| Ndebele                         | 969        | 0,1  |
| Sotho du nord                   | 678        | 0,1  |
| Tsonga                          | 494        | 0,1  |
| Venda                           | 449        | 0,1  |
| Swazi                           | 295        | 0,0  |
| Autres langues sud-africaines   | 8 087      | 1,1  |
| Total                           | 759 747    |      |
| Langues non sud-africaines      | 27 744     |      |

| Groupe          | Population | %    |
| --------------- | ---------- | ---- |
| Coloured        | 489 189    | 62,1 |
| Noirs           | 186 472    | 23,7 |
| Blancs          | 101 491    | 12,9 |
| Indo-asiatiques | 3 153      | 0,4  |
| Autres          | 7 184      | 0,9  |
| Total           | 787 490    |      |

| Sexe     | Population | %    |
| -------- | ---------- | ---- |
| Féminin  | 399 278    | 50,7 |
| Masculin | 388 212    | 49,3 |
| Total    | 787 490    |      |

| Groupe d'âge | Population | %    |
| ------------ | ---------- | ---- |
| 0–4          | 74 012     | 9,4  |
| 5–9          | 64 252     | 8,2  |
| 10–14        | 65 212     | 8,3  |
| 15–19        | 72 747     | 9,2  |
| 20–24        | 84 092     | 10,7 |
| 25–29        | 74 212     | 9,4  |
| 30–34        | 58 571     | 7,4  |
| 35–39        | 56 719     | 7,2  |
| 40–44        | 55 901     | 7,1  |
| 45–49        | 48 551     | 6,2  |
| 50–54        | 39 824     | 5,1  |
| 55–59        | 30 404     | 3,9  |
| 60–64        | 22 580     | 2,9  |
| 65–69        | 15 097     | 1,9  |
| 70–74        | 10 862     | 1,4  |
| 75–79        | 7 000      | 0,9  |
| 80–84        | 4 161      | 0,5  |
| 85+          | 1 958      | 0,2  |
| Total        | 787 490    |      |

## Politique
Le conseil de district comprend quarante conseillers dont seize élus au scrutin proportionnel sur liste et 24 nommés par les conseils municipaux des municipalités locales (huit par le conseil municipal de Drakenstein, cinq par celui de Stellenbosch, cinq par celui de Breede Valley, trois par celui de Witzenberg et trois par celui de Langeberg).
Le district est géré par l'Alliance démocratique depuis 2011 laquelle a renforcé sa majorité lors des élections municipales sud-africaines de 2016.

### Liste des maires
| Maires depuis 2000    | Parti politique         | Terme                         |
| --------------------- | ----------------------- | ----------------------------- |
| Clarence Johnson      | ANC                     | septembre 2001 - juillet 2009 |
| Badih Chaaban         | National People’s Party | 2009-2011                     |
| C.A. (Neels) de Bruyn | DA                      | 2011-2016                     |
| Helena von Schlicht   | DA                      | Depuis 2016                   |